# Speranza (Pollaiolo)
La Speranza è un dipinto a olio su tavola (167x88 cm) di Piero del Pollaiolo, databile al 1470 e conservato nella Galleria degli Uffizi a Firenze.

## Storia
Sette Virtù vennero commissionate con un contratto datato 18 agosto 1469 al Pollaiolo dal Tribunale della Mercanzia (l'organo che soprintendeva alle corporazioni di arti e mestieri di Firenze) per decorare le spalliere degli stalli nella sala delle Udienze della sede in piazza della Signoria. Si conosce anche una seconda delibera che confermò l'incarico, al quale dovette partecipare, ma non sappiamo esattamente in quale misura, anche il fratello di Piero, Antonio.
La bottega del Pollaiolo eseguì sei dei sette dipinti previsti; il settimo, la Fortezza venne eseguito dal giovane Sandro Botticelli.
Molto controversa è l'attribuzione a Piero o Antonio, con questioni che peraltro riguardano quasi l'intero catalogo dei dipinti dei due fratelli. Se alcuni (come Billi, Albertini e Cruttwell) basandosi sui documenti attribuiscono l'intero ciclo a Piero, altri (come Ullman) li riferiscono ad Antonio sulla base di confronti stilistici con le poche opere firmate da lui (come alcune incisioni); altri infine riferiscono il disegno dei cartoni ad Antonio e l'esecuzione pittorica a Piero.
Le tavole arrivarono agli Uffizi nel 1717 dopo la soppressione dell'istituzione. Nel XIX secolo però versavano in uno stato di conservazione poco soddisfacente, tanto che delle sette solo la Prudenza veniva esposta.

## Descrizione e stile
Le Virtù erano collocate in posizione piuttosto alta (come cerca anche di ricreare l'attuale disposizione nella sala del museo) per questo le figure sono deformate per ottimizzare una visione dal basso, con le gambe e la parte inferiore possente e la testa e le spalle più esili, in modo da far sembrare le figure più slanciate e imponenti.
La Speranza, che è la tavola peggio conservata della serie, non ha attributi ed è riconoscibile dal solo gesto della preghiera con gli occhi rivolti al cielo verso Dio. Il panneggio sulle gambe è estremamente monumentale e scultoreo, privo di quegli accenti nervosi e grafici della Temperanza o della Carità, ma sbalzato piuttosto dal chiaroscuro profondo con pieghe ampie e morbide. Il trono non è inquadrato da transenne come in altre virtù della serie, ma presentato su uno sfondo scuro. La prospettiva usata è quella "a grandangolo", cioè estremamente scorciata in profondità, permettendo di mostrare al contempo sia i lati inferiori che superiori del trono come se esso fosse di dimensioni enormi. Ciò è evidente ad esempio nella superficie interna dell'arco superiore, mentre in basso il gradino è interamente rappresentato secondo una visione dall'alto.
L'attenzione ai dettagli decorativi, come il pavimento che imita un tappeto orientale, denotano la lezione della pittura fiamminga, che in quegli anni a Firenze si faceva più che mai viva grazie all'arrivo diretto di opere dalle Fiandre e dal nord-Europa.